# Free (együttes)
A Free a második brit blueshullámhoz sorolandó zenekar volt. 1968-ban alakultak és a hatvanas-hetvenes évek fordulójának egyik legsikeresebb csapata volt, még ha zenéjükben és sikereikben a rock meghatározóbb is volt.

## Pályafutás
Kossoff és Kirke a Black Cat Bones tagjaiként látták Rodgers szereplését a Brown Sugarrel, és felhívták, hogy csatlakozzon hozzájuk. Egy közös barát ismertette meg velük az akkor csupán 15 éves Andy Frasert, aki John Mayall mellett játszott, de a jazzes irányvonal nem volt kedvére. Így jöttek össze egy kis örömzenélésre, s miután az első este négy dalt termett, elhatározták, hogy együtt maradnak. Alexis Corner vette őket pártfogásba, ő adta a név ötletét is, és kieszközölt egy szerződést az Islandnél. A kiadó az új Rolling Stonesként reklámozta őket. Az első két lemez mérsékelt reakciókat váltott ki, de a Fire and Water (1970) már biztosította számukra a világhírt. Az All Right Now kislemez sikere valamint az Isle of Wight fesztiválon való szereplés (600 ezer ember előtt) nagyban hozzájárult a sikereikhez. Az 1970-es Highway LP után a zenekar szétesett. Rodger és Fraser szólistaként is megbukott. Kossoff és Kirke a texasi billentyűs Rabbit Bundrickkal és a basszusgitáros Tetsu Yamauchival felvették a Kossof, Kirke, Tetsu and Rabbit című lemezt. 1972-ben újra összeállt a csapat a Free At Last lemezhez. A turné során a Kisstadionban is felléptek ahol a Taurus volt az előzenekar. A turné során Kossoff kábítószerezése és a Rodgers – Fraser párharc ismét szakításhoz vezetett. Kossoff és Fraser távozott helyükre Tetsu és Rabbit állt. Így készült el a Heartbreaker LP, melyen Kossoff is gitározott. Erről a Wishing Well kislemez lett sikeres majd turné következett melyet Kossoff-fal kezdtek, de már Wendell Richardsonnal fejeztek be. A turné után a zenekar végleg feloszlott. Fraser ezután sem az Andy Fraser Banddel sem a Sharksszal nem ért el sikert. Kossoff létrehozta a Black Steet Crawlert de, 1976-ban kábítószeres szívelégtelenségben elhunyt. Tetsu a Rod Stewart féle Faces tagja lett, Rabbit stúdiózenészként folytatta, de két szólólemezt is kiadott és csatlakozott a Who 1978 és 1982 közti koncertjeihez is mint kísérőzenész. Rodgers és Kirke megalapították a Bad Companyt.
A gyakran alábecsült Free az egyik legjobb brit zenekar volt, mely izzó szellemével hosszú távon is hatott. Ezt bizonyítja, hogy az All Right Now 1991-ben is felkerült a listákra (az egyik sikeres rágógumireklám jóvoltából, melyben felcsendült a dal). Hatásukat bizonyítja, hogy például Robert Plant és Joe Lynn Turner is meghatározó hatásként említi Paul Rodgerst.
A feloszlás után Paul dolgozott Jimmy Page oldalán a The Firmben valamint a Queen újjáalakuló turnéján ő helyettesítette Freddie Mercuryt.

## Stúdiólemezek
- 1968 – Tons of Sobs
- 1969 – Free
- 1970 – Fire and Water
- 1970 – Highway
- 1971 – Free Live!
- 1972 – Free at Last
- 1972 – Best of Free
- 1973 – Heartbreaker

## EP-k
- The Free (1978)

## Koncertlemezek
- Free Live (1971)